# روينا ساندرز
روينا ساندرز (بالإنجليزية: Rowena Sanders)‏ هي لاعب كرة مضرب جنوب أفريقية، ولدت في 30 يونيو 1953.

## وصلات خارجية
- روينا ساندرز على موقع رابطة محترفات التنس (الإنجليزية)
- روينا ساندرز على موقع الاتحاد الدولي لكرة المضرب (الإنجليزية)
- روينا ساندرز على موقع خلاصة التنس.كوم (الإنجليزية)